# Nakib Abdagić
Nakib Abdagić (Donji Vakuf, 8. studenog 1947. – Donji Vakuf, 3. svibnja 2008.) bio je bosanskohercegovački glumac i dramski pisac.

## Životopis
Rođen je 8. studenog 1947. godine u Donjem Vakufu. Preminuo je 3. svibnja 2008. godine u 61 godini života. Gimnaziju je završio u Bugojnu, a diplomirao na Filozofskom fakultetu u Sarajevu. Više od deset godina je radio kao glumac u Bosanskom narodnom kazalištu u Zenica.

## Drame i književnost
Autor je nekolicine drama: Hamza Pogorelac, Deratizacija, Balwan City i Mudri Muradif, od kojih je najznačajnija Hamza Pogorelac, ratna drama izvedena 400 puta.
Nakib Abdagić-Kiban je bio aktivan i u literarnoj djelatnosti, objavljivao je svoje radove u eminentnim jugoslavenskim časopisima poput Ježa, Oslobođenja i dr. Neke od svojih radova (pjesme, priče, epigrame, karikature) sabrao je u knjizi "Veži ata đe ti aga kaže".

## Glumačka karijera
U vrijeme rata u Bosni i Hercegovini, 1993. godine, Nakib Abdagić-Kiban i njegov prijatelj i suborac Ibrahim Ćustić Ibrica s dramom Hamza Pogorelac su obišli mnoge bosanskohercegovačke gradove, među kojima i opkoljeno Sarajevo. Poslije rata, skupa s Almom i Harisom Abdagić, dugi niz godina izvodio svoj autorski satirični kabare Balwan City.
Njegove najzapaženije uloge su u filmovima „Remake“ i „Iza granice“ i TV-serijama „Viza za budućnost“ i „Crna hronika“.